# Gouvernement Fanfani III
Pour les articles homonymes, voir Gouvernement Fanfani.
République italienne
Tambroni Fanfani IV
Le gouvernement Fanfani III (en italien : Governo Fanfani III) est le gouvernement de la République italienne dirigé par Amintore Fanfani entre le 26 juillet 1960 et le 2 février 1962, durant la IIIe législature du Parlement.

## Composition
Composition du gouvernement : 
- Démocratie chrétienne

### Président du Conseil des ministres
Amintore Fanfani